# Portada/efemèride desembre 27
Céleste Mogador
« 26 de desembre · 27 de desembre · 28 de desembre »